# Amt der Europäischen Union für geistiges Eigentum
Das Amt der Europäischen Union für geistiges Eigentum (englisch European Union Intellectual Property Office, kurz EUIPO; bis 23. März 2016:  HABM) mit Sitz in Alicante (Spanien) ist eine Agentur der Europäischen Union, die für die Eintragung der Unionsmarken und Gemeinschaftsgeschmacksmuster zuständig ist. Das EUIPO ist nicht zuständig für andere Schutzrechte, z. B. Patente.

## Über das Amt
Die Arbeitssprachen des Amtes sind Deutsch, Englisch, Französisch, Italienisch und Spanisch. Es ist finanziell unabhängig vom Haushalt der Union und finanziert sich über die Erhebung von Gebühren. Im Jahre 2007 hat das Amt mit etwa 650 Mitarbeitern Gesamteinnahmen von über 200 Mio. Euro erwirtschaftet und dadurch einen Überschuss von ca. 60 Mio. Euro erzielt.
Im Jahr 2021 erwirtschaftete das Amt mit rund 1100 Mitarbeitern Gesamteinnahmen von knapp 305 Mio. Euro und ein Finanzergebnis von ca. 27,5 Mio. Euro.

## Geschichte
Das Amt wurde durch die Verordnung (EG) Nr. 40/94 über die Gemeinschaftsmarke (so die damalige Bezeichnung) errichtet. Erst mit der Verordnung (EG) Nr. 6/2002 über das Gemeinschaftsgeschmacksmuster wurde es jedoch tatsächlich zu mehr als einem Markenamt. In den Beratungen um die Ansiedlung des Amtes setzte sich Spanien durch, dabei entschied man sich jedoch nicht für Madrid – dort waren mehrere internationale Abkommen zum Markenrecht geschlossen worden –, sondern für Alicante als Sitz des Markenamtes. Durch Verordnung (EU) 2015/2424 wurden mit Wirkung vom 23. März 2016 die Behörde von Harmonisierungsamt für den Binnenmarkt (Marken, Muster und Modelle), kurz HABM, in Amt der Europäischen Union für geistiges Eigentum (EUIPO) und die Gemeinschaftsmarke in Unionsmarke umbenannt. Hinsichtlich des Designschutzes bleibt es vorerst bei dem Begriff Gemeinschaftsgeschmacksmuster. Die Verordnung (EU) 2017/1001 von 2017 ersetzte und konsolidierte die vorherigen Verordnungen.

## Rechtsgrundlagen
- Verordnung (EG) Nr. 40/94 über die Gemeinschaftsmarke
- Verordnung (EG) Nr. 2868/95 zur Durchführung der Verordnung (EG) Nr. 40/94 über die Gemeinschaftsmarke
- Verordnung (EG) Nr. 2869/95 über die an das Harmonisierungsamt für den Binnenmarkt (Marken, Muster und Modelle) zu entrichtenden Gebühren
- Verordnung (EG) Nr. 216/96 über die Verfahrensordnung vor den Beschwerdekammern des Harmonisierungsamts für den Binnenmarkt (Marken, Muster und Modelle)
- Verordnung (EG) Nr. 6/2002 über das Gemeinschaftsgeschmacksmuster
- Verordnung (EG) Nr. 2245/2002 zur Durchführung der Verordnung (EG) Nr. 6/2002 über das Gemeinschaftsgeschmacksmuster
- Verordnung (EG) Nr. 2246/2002 über die an das Harmonisierungsamt für den Binnenmarkt (Marken, Muster und Modelle) zu entrichtenden Gebühren für die Eintragung von Gemeinschaftsgeschmacksmustern
- Verordnung (EU) 2015/2424 des Europäischen Parlaments und des Rates vom 16. Dezember 2015 zur Änderung der Verordnung (EG) Nr. 207/2009 des Rates über die Gemeinschaftsmarke und der Verordnung (EG) Nr. 2868/95 der Kommission zur Durchführung der Verordnung (EG) Nr. 40/94 des Rates über die Gemeinschaftsmarke und zur Aufhebung der Verordnung (EG) Nr. 2869/95 der Kommission über die an das Harmonisierungsamt für den Binnenmarkt (Marken, Muster und Modelle) zu entrichtenden Gebühren
- Verordnung (EU) 2017/1001 des Europäischen Parlaments und des Rates vom 14. Juni 2017 über die Unionsmarke
- Delegierte Verordnung (EU) 2017/1430 der Kommission vom 18. Mai 2017 zur Ergänzung der Verordnung (EG) Nr. 207/2009 des Rates über die Unionsmarke und zur Aufhebung der Verordnung (EG) Nr. 2868/95 der Kommission und der Verordnung (EG) Nr. 216/96 der Kommission
- Delegierte Verordnung (EU) 2018/625 der Kommission vom 5. März 2018 zur Ergänzung der Verordnung (EU) 2017/1001 des Europäischen Parlaments und des Rates über die Unionsmarke und zur Aufhebung der Delegierten Verordnung (EU) 2017/1430